# Guerra ecuadoriano-peruviana
La guerra ecuadoriano–peruviana, detta anche Guerra del 41, fu combattuta tra il 5 e il 31 luglio 1941.
L'attrito tra i due Stati risale all'epoca della loro indipendenza dalla Spagna e quello del 1941 fu il primo dei tre conflitti scoppiati tra i due Stati dell'America Latina nel XX secolo. Durante la guerra, il Perù occupò la provincia occidentale di El Oro dell'Ecuador e parti della provincia andina di Loja, ed avanzò nell'area amazzonica occupata dall'Ecuador secondo un accordo di status quo siglato nel 1936.
La guerra venne conclusa dal Protocollo di Rio de Janeiro siglato il 29 gennaio 1942 tra i ministri degli esteri di Peru ed Ecuador con la garanzia di Stati Uniti, Brasile, Cile ed Argentina, che sanciva alcuni spostamenti territoriali e soprattutto assegnava al Peru ufficialmente circa 200000 km² di territorio in Amazzonia.
Data una certa presunta incompletezza del protocollo, tra i due stati vi furono due ulteriori conflitti: nel 1981 fu combattuta la guerra del Falso Paquisha e nel 1995 la guerra del Cenepa; la disputa venne risolta definitivamente nel 1998 con la firma del cosiddetto patto di Brasilia (Acta de Brasilia).

## Il conflitto
La guerra si sviluppò dopo una serie di dimostrazioni a Quito contro il Perù, e la mobilitazione di reparti da entrambi i lati con una consistenza che andò crescendo rapidamente.

### Forze peruviane
Il Perù schierò 441 Ufficiali e 9 386 soldati, provenienti tre Divisioni di fanteria, più artiglieria e cavalleria.
Nel dicembre 1940 venne creato il Raggruppamento del Nord (Agrupamiento del Norte) e per luglio 1941, l'unità poté iniziare le operazioni militari.
Ordine di battaglia
Agrupamiento del Norte, luglio 1941
- Comando Generale di Raggruppamento (Comandante Generale: Gen.B. Eloy Gaspar Ureta Montehermoso; Capo di Stato Maggiore: Ten.Col. Miguel Monteza Tafur)
  - 5º Reggimento cavalleria
  - 7º Reggimento cavalleria
  - 6º Gruppo artiglieria campale (8 cannoni da 105 mm)
  - Distaccamento carri dell'Esercito (12 Panzer 38(t))
- 1ª Divisione leggera (Col. Luis Vinatea Almonte)
  - 1º Battaglione fanteria
  - 5º Battaglione fanteria
  - 19º Battaglione fanteria
  - 1º Gruppo di artiglieria campale da montagna (8 cannoni)
  - 1ª Compagnia genio
  - 1ª Sezione antiaerea
- 8ª Divisione leggera (Col. César A. Salazar Cartagena)
  - 20º Battaglione fanteria
  - 8º Gruppo artiglieria campale (8 cannoni)
  - 8ª Compagnia genio
- Distaccamento Militare "Chinchipe" (Ten.Col. Víctor Rodríguez Zumarán)
  - 33º Battaglione fanteria (2 Compagnie fanteria leggera)
- Divisione della Giungla dell'Esercito (Nordorientale) (Gen.D. Antonio Silva Santisteban)

### Forze ecuadoriane
L'Ecuador schierò 1 412 militari, compresi elementi volontari e paramilitari e volontari.
Ordine di battaglia
- Forze a disposizione del Quartier Generale (Jefatura) della Sicurezza della Frontiera (Seguridad de la Frontera) nella Provincia di El Oro, dipendente dalla IV Zona Militare a Guayaquil (Ten.Col. Octavio A. Ocha)
  - 11º Battaglione fanteria "Cayambe" (2 ufficiali superiori, 22 ufficiali, 490 soldati)
  - 12º Battaglione fanteria "Montecristi" (1 ufficiale superiore, 11 ufficiali, 253 soldati)
- Forze a disposizione nelle vicinanze
  - Distaccamento del Cantone di Arenillas (2 ufficiali superiori, 3 ufficiali, 14 soldati)
  - Distaccamento del Cantone di Santa Rosa (2 ufficiali superiori, 1 ufficiale, 18 soldati)
  - Battaglione Carabinieri della Provincia di El Oro (500 carabinieri; forza di milizia paramilitare subordinata al Ministero dell'Interno)
  - Volontari del Cantone di Santa Rosa (93 volontari)

Nel luglio 1941 la scarsezza delle vie di comunicazione nella Provincia di El Oro (solo queste 4 direttrici: Puerto Bolívar-Machala-Santa Rosa, Machala-Pasaje, Arenillas-Chacras-Huaquillas e Chacras-Carcabón) che potevano essere utilizzate solo nei mesi asciutti di estate, ma impraticabile nella stagione delle piogge invernali, ostacolò non solo l'integrazione delle forze militari ecuadoriane con il resto dell'Ecuador, ma anche un'adeguata fornitura di posti militari di frontiera lungo il rio Zarumilla.
Secondo alcune fonti ecuadoriane, le forze ecuadoriane presenti al confine non hanno superato i 3 400 militari, mentre alcune fonti peruviane stimano 5 214 militari ecuadoriani.
Parte della truppa ecuadoriana era armata con fucili moderni ZB vz. 24 (chiamato Mauser shorts) e mitragliatrici leggere ZB vz. 26, sebbene abbiano sofferto di carenze logistiche, soprattutto nelle calzature, negli elmetti e nelle medicine. A causa dell'inadeguatezza dei servizi sanitari militari ecuadoriani, gran parte della truppa ecuadoriana a El Oro, in particolare nei posti lungo il rio Zarumilla, fu colpita da malaria e dissenteria.

## Episodi
Durante la guerra vi furono diversi episodi. In particolare nella guerra aerea quello legato a José Abelardo Quiñones Gonzáles.
Questo giovane aviatore peruviano, di soli 27 anni, il 23 luglio 1941 si immolò alla maniera dei kamikaze giapponesi. Partito per una missione di bombardamento su Quebrada Seca il suo caccia North American NA-50 "Torito" venne colpito dalla contraerea nemica e fu avvolto dalle fiamme, ma anziché lanciarsi con il paracadute si diresse con il suo aereo contro una batteria nemica distruggendola. In questa data in Perù viene celebrata la giornata delle forze armate.

## Influenza nella cultura

### Filatelia
Quando nel 1961 in Italia fu emesso il francobollo passato alla storia con il nome di "Gronchi rosa", i confini del Perù risultarono errati perché fecero riferimento a quelli antecedenti alla guerra con l'Ecuador, quindi del vasto territorio amazzonico annesso al Perù al termine di questa guerra; poiché l'emissione era stata fatta proprio in funzione di una visita di stato del presidente della Repubblica Italiana Giovanni Gronchi in Sudamerica, il francobollo venne frettolosamente ritirato dagli uffici o sovrapposto da un nuovo esemplare di diverso colore (grigio) con i confini corretti per le buste già affrancate, per minimizzare ripercussioni diplomatiche già iniziate con una protesta ufficiale da parte dell'ambasciatore del Perù a Roma.